# Mar de les Moluques
La Mar de les Moluques (en indonesi Laut Maluku) és una mar situada a la zona oriental dels arxipèlags d'Indonèsia.

## Geografia
Limita al nord amb la mar de Cèlebes i les illes Talaud i Sangihe, amb el golf de Tomini de l'illa de Cèlebes a l'oest, amb les illes de la Sonda i el mar de Banda al sud i amb l'illa de Halmahera a l'est.
Té una superfície aproximada de 200,000 km². La temperatura mitjana anual de la superfície de l'aigua és de 27-28°С i la salinitat de 34‰. El fons del mar es subdivideix en tres zones que condueixen les aigües profundes des del Pacífic fins als mars menors. La depressió més profunda del mar de les Moluques és la conca de Batjan de 4.880 metres. Aquesta zona del Pacífic experimenta sovint terratrèmols i deformacions de l'escorça.
A l'est de la cresta de Talaud-Mayu, que divideix el mar de les Moluques, els perfils de refracció donen profunditats d'11,4 km, 15 km i 10,7 km sota del nivell del mar. Un perfil que es troba a l'oest de la cresta mostra que el fons marí té uns quants quilòmetres de profunditat més del que s'observa a 50 km a l'est degut a falles importants sota la cresta i explica l'asimetria del camp de gravetat en aquesta conca.

## Delimitació de la IHO
L'Organització Hidrogràfica Internacional defineix els límits del mar de les Moluques de la següent manera:
- nord: Per una línia que parteix des del tanjung Pulisan (1° 41′ 24″ N, 125° 09′ 57″ E), l'extrem nord-est de Cèlebes, passant per l'arxipèlag Sangihe fins a l'extrem sud de Pulau Sangihe Besar (3° 20′ 16″ N, 125° 36′ 42″ E), després cap al nord-est cap a Tanjung Pallo (3° 43′ 42″ N, 126° 49′ 22″ E), l'extrem sud de Pulau Kaburuang, al Talaud arxipèlag (pulau-pulau), i des de tanjung Pallo cap al nord, al llarg de les costes de les illes de Kaburuang, Salebabu i Karakelong, fins a tanjung Andaruwa (4° 29′ 25″ N, 126° 51′ 16″ E), a la costa nord-est de Pulau Karakelong.
- Cap a l'est: una línia que uneix l'Andaruwa tanjung en direcció sud-est amb el Sopi tanjung (2° 28′ 42″ N, 128° 34′ 02″ E), l'extrem nord de pulau Morotai, després la costa oest d'aquesta illa fins a tanjung Wajabula (2° 16′ 44″ N, 128° 11′ 51″ E), des d'allí una línia fins a l'extrem nord d’Halmahera i al llarg de la seva costa oest fins a tanjung Libobo (0° 54′ 51″ S, 128° 27′ 06″ E), l'extrem sud de l'illa.
- Sud: Una línia des de tanjung Libobo, l'extrem sud d’Halmahera fins a l'extrem nord de Pulau Bisa (1° 10′ 16″ S, 127° 32′ 53″ E), des d'allí fins a l'extrem al nord de Pulau Obi, i després a través d'aquesta illa. fins a tanjung Akelamo (1° 39′ 49″ S, 127° 24′ 48″ E), el seu punt sud-oest, des d'allí fins a tanjung Dehekolano (1° 49′ 11″ S, 126° 29′ 12″ E), l'extrem oriental de l'arxipèlag de Sula (pulau-pulau), després al llarg de les seves costes del nord fins a tanjung Marikasu (1° 39′ 33″ S, 124° 24′ 02″ E), l'extrem occidental, des d'allí una línia fins a l'extrem sud-est de Pulau Banggai (1° 42′ 51″ S, 123° 35′ 53″ E).
- Oest: Les costes orientals de les illes Banggai i Peling fins a pulau Bakalanpauno, des d'aquí una línia fins a tanjung Botok (1° 03′ 00″ S, 123° 19′ 17″ E), fins a Celebes, al llarg de la costa fins a tanjung Lonsuit (0° 39′ 20″ S, 123° 24′ 41″ E), des d'allà un encreuament cap a wulungiyo Tonala (0° 18′ 22″ N, 123° 20′ 43″ E) a la costa oposada, des d'allí per la costa est fins a tanjung Pulisan (1° 41′ 24″ N, 125° 09′ 57″ E), l'extrem nord-est de Cèlebes.

## Geologia

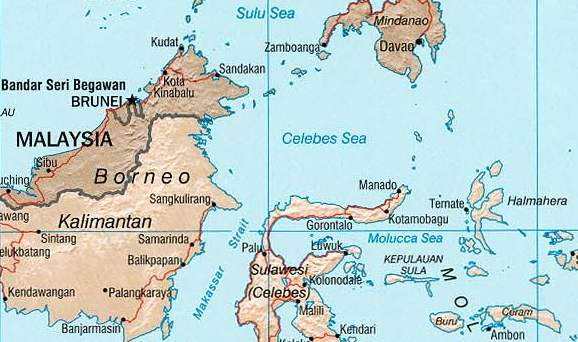
Mapa amb el mar de les Moluques

El mar les Moluques es troba a la convergència de tres grans plaques tectòniques: l'eurasiàtica, la filipina i l'australiana, i és un exemple únic del present del tancament avançat de la conca oceànica com a conseqüència de la col·lisió dels arcs oceànics d'Halmahera i Sangihe que permet estudiar els diferents etapes del procés de convergència. La col·lisió activa dels dos arcs al sud del 38N evoluciona progressivament cap al nord, fins a convergir a Mindanao.
Les activitats volcàniques a Sulawesi s'han datat de fins a 17 milions d'anys, la qual cosa suggereix que l'illa es va formar a prop del Miocè inferior. La banda occidental de Sulawesi el forma un cinturó d'esquist mentre que la part oriental està dominada per un cinturó d'ofiolita, i una distribució similar es troba a Halmahera, en la qual conté principalment esquists a l'oest i el costat est té roques més ultramàfiques i metamòrfiques perquè la placa es subduïa cap a l’oest a principis del Cenozoic i, posteriorment, es va capgirar per formar el sentit actual del moviment, subduint en direcció est al final del Cenozoic.

## Activitat tectònica
L'Arc de Halmahera, situat a l'est del mar, que inclou les illes volcàniques de la costa oest d'Halmahera, i l'Arc de Sangihe, situat a l'oest del mar, que inclou les illes Sangihe i els volcans de la península de Minahasa al nord-est de Sulawesi, formen un sistema entrellaçat de zones tectònicament actives, que sovint condueixen a forts terratrèmols i terratrèmols, així com a erupcions volcàniques. Diverses teories o models intenten explicar l'estructura tectònica del mar de les Moluques.
Segons Peter Bird, hi ha una placa del mar de les Moluques, una petita placa litosfèrica que s'estén per la part sud del mar de les Moluques, el mar de Ceram, el nord de Sulawesi i les illes Sula, Seram i Buru. Segons aquesta teoria, l'arc de Sangihe es forma per subducció de la placa del cap d'ocell sota la placa Sunda. La meitat nord del mar de les Moluques forma part de la Vogelkopfplatte. La placa del mar de les Moluques acaba al sud de l'arc volcànic, però al seu torn també subdueix sota la placa de la Sonda al nord de Sulawesi. Tanmateix, la teoria no explica l'existència de l'Arc Halmahera.
Altres científics utilitzen un model de la zona de col·lisió del mar de les Moluques. Segons aquest model, la Placa del Mar de les Moluques també existeix, però s'estén al nord de les illes Talaud. Subdueix sota la placa Sunda a l'oest i sota la placa Vogelkopf a l'est. Només al mig del mar de les Moluques encara es pot trobar material de la placa del mar de les Moluques a la superfície; la majoria de la placa ja ha estat subduïda. El mar de les Moluques és l'únic lloc del món on xoquen dues zones de subducció paral·leles. Segons aquest model, els dos arcs volcànics també formen microplaques, la placa Sangihe a l'oest i la placa Halmahera a l'est. La zona de col·lisió es fusiona amb el cinturó mòbil filipí al nord.
L'última erupció volcànica al mar de les Moluques es va produir l'agost de 2010, quan Karangetang va entrar en erupció a l'illa de Siau, part de l'arc de Sangihe. Els terratrèmols més forts (a partir de 7,0 a l'escala de magnitud del moment) es van produir per última vegada el 29 de novembre de 1998 (7,7), el 4 de maig de 2000 (7,6), el 24 de febrer de 2001 (7,1), el 21 de gener de 2007 (7,5), el 12 de febrer de 2009 (7.2) i 15 de novembre de 2014 (7.1).

## Història
El nom de Moluques prové de l'àrab Jazirat al-Muluk  (Illa dels reis), una apel·lació donada pels primers mercaders àrabs que els portuguesos van convertir en "Ilhas Malucas", tal com apareix en la cartografia del segle xvii.
Abans del segle xiv, mercaders indis, àrabs i xinesos visitaven les illes del Mar de les Moluques, que coneixien com «illes de les Espècies» per comprar les espècies, que en una època en què no hi havia frigorífics, s'utilitzaven per a conservar els aliments i ocultar el gust dels què no estaven en millor estat, i eren un producte car i arribaven Europa mitjançant la ruta de les espècies, una ruta natural a través de l'Orient Mitjà, que en quedar tancada amb la caiguda de l'Imperi Romà d'Orient en mans dels turcs, va forçar l'exploració d'una ruta marítima al voltant de l'Àfrica donant pas a l'era dels descobriments, en la qual els portuguesos dominaren el comerç de les espècies envoltant Àfrica per la costa. Fernão de Magalhães, amb l'ajuda del cosmògraf Rui Faleir va proposar a l'Emperador Carles V arribar a les Moluques en direcció oest, i eventualment demostrar que les illes pertanyien a Espanya pel Tractat de Tordesillas, i va resultar iniciant la primera circumnavegació de la història, que va acabar Juan Sebastián Elcano.